# 費庚吉
費庚吉（1791年—？），字耕亭、畊亭，一字慕韓，號榴峰，江蘇常州府武進縣人，清朝政治人物。

## 生平
嘉慶二十三年（1818年）戊寅恩科舉人，二十四年（1819年）己卯恩科二甲第二十八名進士。授禮部主事，道光七年（1827年）任大清通禮纂修官，十四年（1834年）改吏部主事，十五年（1835年）升員外郎，十六年（1836年）升禮部郎中，十七年（1837年）任湖廣道監察御史，出為河南汝寧府知府，二十二年（1842年）調開封府知府，任福建糧儲道。同治九年（1870年）入祀名宦祠。學生恩霖為道光二十四年進士。

## 家族
孫費念慈，光緒十五年進士，娶嘉慶二十四年進士徐述虔孫女、同治元年狀元徐郙女。